# العلاقات المولدوفية الهايتية
العلاقات المولدوفية الهايتية هي العلاقات الثنائية التي تجمع بين مولدوفا وهايتي.

## مقارنة بين البلدين
هذه مقارنة عامة ومرجعية للدولتين:
| وجه المقارنة                                              | مولدوفا                           | هايتي                                |
| --------------------------------------------------------- | --------------------------------- | ------------------------------------ |
| المساحة (كم2)                                             | 33.85 ألف                         | 27.75 ألف                            |
| عدد السكان (نسمة)                                         | 2.55 مليون                        | 10.98 مليون                          |
| الكثافة السكانية (ن./كم²)                                 | 75.33                             | 395.68                               |
| العاصمة                                                   | كيشيناو                           | بورت أو برانس                        |
| اللغة الرسمية                                             | اللغة المولدوفية، اللغة الرومانية | لغة فرنسية، اللغة الكريولية الهايتية |
| العملة                                                    | ليو مولدوفي                       | جوردة هايتية                         |
| الناتج المحلي الإجمالي (بليون دولار)                      | 8.13 مليار                        | 8.41 مليار                           |
| الناتج المحلي الإجمالي (تعادل القوة الشرائية) بليون دولار | 17.94 مليار                       | 18.82 مليار                          |
| الناتج المحلي الإجمالي الاسمي للفرد دولار أمريكي          | 3.65 ألف                          | 818                                  |
| الناتج المحلي الإجمالي للفرد دولار أمريكي                 | 4.98 ألف                          | 1.73 ألف                             |
| مؤشر التنمية البشرية                                      | 0.693                             | 0.483                                |
| رمز المكالمات الدولي                                      | +373                              | +509                                 |
| رمز الإنترنت                                              | .md                               | .ht                                  |
| المنطقة الزمنية                                           | ت ع م+02:00، ت ع م+03:00          | 00                                   |

## منظمات دولية مشتركة
يشترك البلدان في عضوية مجموعة من المنظمات الدولية، منها:
| علم المنظمة | اسم المنظمة                               | تاريخ انضمام مولدوفا | تاريخ انضمام هايتي |
| ----------- | ----------------------------------------- | -------------------- | ------------------ |
|             | البنك الدولي للإنشاء والتعمير             | 12 أغسطس 1992        | 8 سبتمبر 1953      |
|             | منظمة التجارة العالمية                    | ?                    | ?                  |
|             | المركز الدولي لتسوية المنازعات الاستشارية | 4 يونيو 2011         | 26 نوفمبر 2009     |
|             | منظمة حظر الأسلحة الكيميائية              | ?                    | ?                  |
|             | الأمم المتحدة                             | 2 مارس 1992          | 24 أكتوبر 1945     |
|             | منظمة الشرطة الجنائية الدولية             | ?                    | ?                  |
|             | وكالة ضمان الاستثمار متعدد الأطراف        | 9 يونيو 1993         | 11 ديسمبر 1996     |
|             | يونسكو                                    | 27 مايو 1992         | 18 نوفمبر 1946     |
|             | مؤسسة التنمية الدولية                     | 14 يونيو 1994        | 13 يونيو 1961      |
|             | مؤسسة التمويل الدولية                     | 10 مارس 1995         | 20 يوليو 1956      |
|             | الاتحاد البريدي العالمي                   | ?                    | ?                  |
|             | الاتحاد الدولي للاتصالات                  | 20 أكتوبر 1992       | 10 أكتوبر 1927     |

## وصلات خارجية
- موقع وزارة الخارجية المولدوفية
- موقع وزارة الخارجية الهايتية